# Grossraum Indie Fresse
Grossraum Indie Fresse ist eine deutsche Band aus Berlin-Wedding. Sie besteht aus Sängerin und Tattoo-Model Mareike „Lee“ Lerch, Sänger, Keyboarder und Produzent Thomas Supersynthesized (bürgerlich Thomas Abbrederis; * in Rankweil, Österreich), Bassist Ivan Beres und Schlagzeuger Michael Weber.

## Geschichte
Nach der Gründung im Juli 2015 wurde im August desselben Jahres die Happy-Hardcore-Single Richtig Nice veröffentlicht. Sie erreichte Platz 49 der österreichischen Musikcharts. Damals war Bonnie Strange noch Sängerin der Band, die später durch Lee ersetzt wurde. Im Musikvideo spielte der Promi-Big-Brother-Sieger Aaron Troschke die Hauptrolle.

## Diskografie
- 2015: Richtig Nice
- 2016: Tik Tok
- 2016: Sextalk (feat. Manny Marc)
- 2018: Baby
- 2018: Ich Gegen Dich
- 2019: Hey Girl
- 2019: Sadboy
- 2019: Carrie (Ich bin PANIK)
- 2020: Pretty Girl
- 2020: Alles Fake!
- 2020: Sommer

Gratis-Downloads
- 2015: Weihnachten Indie Fresse (feat. Snowewhite)